# Allochrocebus
Genre
Allochrocebus est un genre de singes de la famille des cercopithécidés. Ce genre a été séparé de Cercopithecus à la suite d'analyses génétiques qui ont confirmé que ces espèces était bien distinctes et plus proches d'autres genres. Ce sont en effet des cercopithèques terrestres, les espèces arboricoles formant aujourd'hui seules le genre Cercopithecus.

## Classification
Liste des espèces actuelles selon ITIS:
- Allochrocebus preussi (Matschie, 1898) — Cercopithèque de Preuss[2],[3]
- Allochrocebus lhoesti (Sclater, 1899) — Cercopithèque de l'Hœst[2],[3]
- Allochrocebus solatus (Harrison, 1988) — Cercopithèque à queue de soleil[2],[4],[3], Cercopithèque à queue dorée[3] ou Cercopithèque du Gabon[3]